# Magdeburg
Magdeburg – miasto na prawach powiatu w Niemczech, leżąca nad Łabą stolica kraju związkowego Saksonia-Anhalt. Licząc 235 723 mieszkańców (stan na grudzień 2015) jest 32. pod względem liczby ludności miastem Niemiec. Siedziba zarówno biskupstwa ewangelickiego, jak i katolickiego. Działają tu dwie uczelnie: Uniwersytet Ottona von Guerickego (Otto-von-Guericke-Universität Magdeburg) i Wyższa Szkoła Magdeburg-Stendal (Hochschule Magdeburg-Stendal). W roku 2005 Magdeburg obchodził 1200-lecie swego istnienia.

## Położenie
Magdeburg jest położony nad Łabą, w północno-środkowych Niemczech, we wschodniej części równiny lessowej Magdeburger Börde. Do Berlina jest około 130 kilometrów, do Brunszwiku około 75 kilometrów, a do Halle (Saale) około 80 kilometrów.

## Klimat
Miasto znajduje się w umiarkowanej strefie klimatycznej. Przeciętna temperatura roku wynosi 8,7 °C, średnia roczna ilość opadów wynosi 494 mm. Najcieplejszymi miesiącami są lipiec (17,5 °C) i sierpień (17,3 °C), a najzimniejsze są styczeń (–0,4 °C) i luty (0,5 °C).

## Toponimia
Pierwsza wzmianka o Magdeburgu pochodzi z 805 roku, kiedy to w wydanym wówczas przez Karola Wielkiego kapitularzu z Diedenhofen zapisano nazwę miejscowości w formie Magadoburg. Nazwa była później notowana m.in. w formach Magadaburg (806), Magedoburg (IX wiek), Magedeburg (937), Magdeburg (937), Magadaburg (XI wiek), Maegetheburg (1033), Magdiburg (1063), Magdeburch (1121), Maydenborgh (1290).
Nazwę miasta tradycyjnie wywodzi się od starosaksońskiego magath ‘panna, dziewczyna, dziewica, służąca’ i -burg ‘gród, zamek’. Etymologię taką podaje już ok. 1000 roku Ioannes Canaparius. Według nowszych koncepcji pierwszy człon nazwy to germański i starosaksoński przymiotnik *mag-aþ ‘wielki, potężny’. Nazwa miejscowa Magdeburg może zatem oznaczać ‘gród panieński, dziewiczy’ lub ‘wielki, potężny gród/zamek’.
W języku dolnoniemieckim nazwa przybiera postać Meideborg ze ściągnięciem starosaksońskiego -aga- do -ei- oraz członem -borg, dolnoniemieckim odpowiednikiem standardowego niemieckiego -burg, powstałym przez obniżenie artykulacji -u- > -o- w pozycji przed spółgłoską -r-.
W języku polskim od dawna stosowana jest forma Magdeburg, notowana w piśmiennictwie także w postaciach Majdeburg, Majdburg, Majdemburg itp. (XVI wiek). Późniejszym wariantem jest Dziewin, powstały zapewne pod wpływem czeskiej nazwy Děvín, pojawiającej się po raz pierwszy w słowniku niemiecko-łacińsko-czeskim Kašpara Zachariáša Vusína z 1700 roku, która nawiązuje do tradycyjnej etymologii nazwy niemieckiej, czyli ‘gród panieński, dziewiczy’.

## Historia

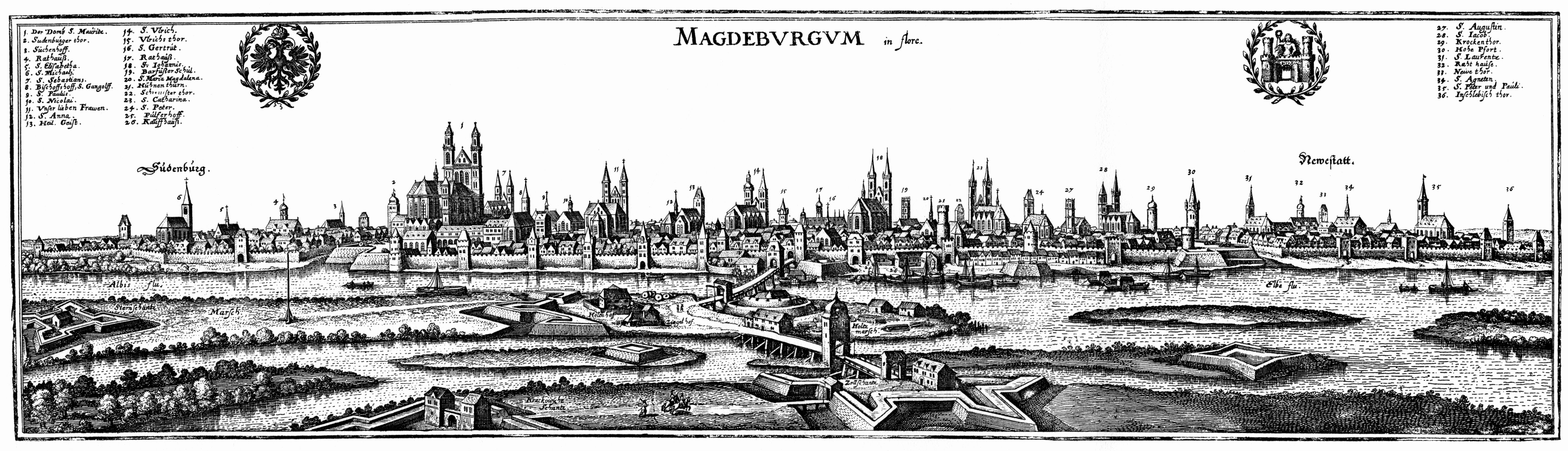
Magdeburg w 1640

### Kalendarium
- znane od IX wieku (ośrodek handlu z krajami słowiańskimi)
- w X wieku miasto i centrum kultury (ośrodek tzw. odrodzenia ottońskiego)
- 973 w katedrze pochowany zostaje cesarz Otton I Wielki
- od 968 arcybiskupstwo magdeburskie (sekularyzowane 1648)
- w 1007 podczas wojny polsko-niemieckiej wojska Bolesława Chrobrego dotarły aż do Magdeburga
- jedno z największych i najbogatszych niemieckich miast średniowiecza, członek Hanzy
- w 1631 złupiony przez wojska pod dowództwem Johana von Tilly; wszyscy mieszkańcy miasta (ok. 20 tys.) zostali zabici
- od 1680 pod panowaniem elektorów brandenburskich
- od początku XVIII wieku budowa twierdzy, do swojej likwidacji w 1912 jednej z najpotężniejszych w Prusach i Niemczech
- w latach 1806–1813 pod panowaniem Francji
- od 1816 stolica pruskiej prowincji Saksonia
- w XX wieku, rozwój przemysłu
- II wojna światowa, a szczególnie anglo-amerykańskie bombardowanie miasta 16 stycznia 1945 r., zniszczyło 80% zabudowy miasta.
- 1949 Magdeburg został wcielony do NRD
- 1953 w mieście miało miejsce powstanie robotnicze
- 1954–1956 budowa nowego centrum miasta w duchu socrealizmu, zburzono wiele zabytków, w tym niemal nietknięty podczas wojny kościół św. Ulryka (Sankt-Ulrich-und-Levin)
- 1990 – po zjednoczeniu Niemiec Magdeburg zostaje stolicą landu Saksonia-Anhalt

### Średniowiecze

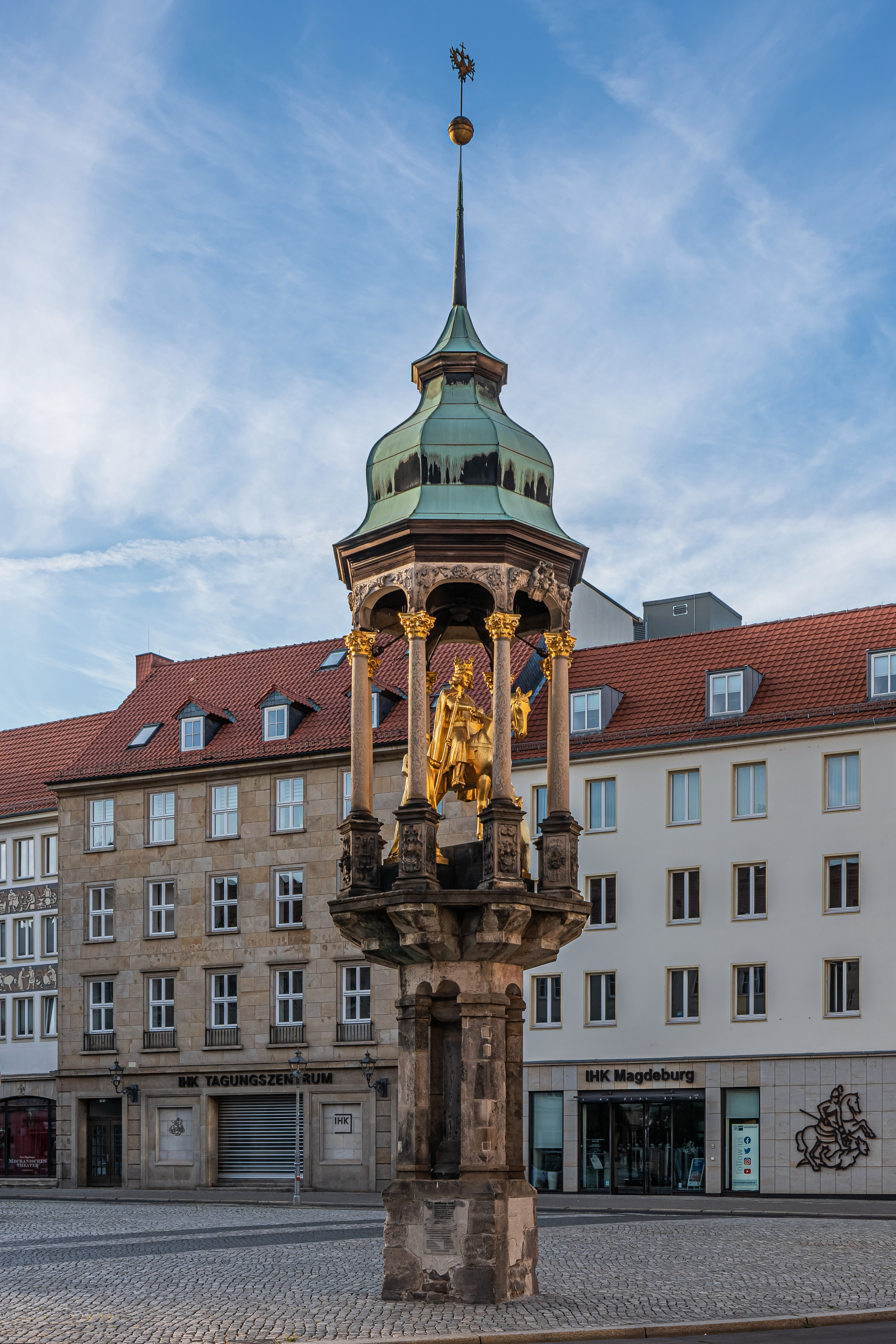
Jeździec Magdeburski (Magdeburger Reiter)

W 919 król Henryk I Ptasznik ufortyfikował osadę w obronie przed Węgrami i Słowianami. W 929 miasto przeszło w ręce córki Edwarda Starszego Edyty, dzięki jej ślubowi z Ottonem I. Pierwsza żona Ottona I wybrała Magdeburg jako miejsce swojej rezydencji, po śmierci została pochowana w późniejszej katedrze. W 937 Magdeburg był miejscem narad królewskich. Otton I ufundował benedyktynom opactwo pw. Świętego Maurycego (St.-Mauritius-Kloster lub Moritzkloster) z kościołem (wkrótce stał się katedrą) nadał im włości w okolicy Magdeburga oraz prawa korzystania z różnych dochodów pochodzących m.in. z dziesięcin i pańszczyzny. Otton I został pochowany w magdeburskiej katedrze.
Niektórzy historycy (m.in. Tomasz Jurek) wskazują Magdeburg jako możliwe miejsce chrztu Polski w roku 965 podczas zjazdu zorganizowanego na przełomie czerwca i lipca przez cesarza Ottona I.
Arcybiskupstwo magdeburskie zostało założone w 968 r. na synodzie w Rawennie; pierwszym arcybiskupem został Adalbert. W skład arcybiskupstwa weszły biskupstwa Havelberga, Brandenburga, Merseburga, Miśni, oraz Naumburg-Zeitz. Arcybiskupstwo odgrywało kluczową rolę w niemieckiej kolonizacji ziem słowiańskich na wschód od Łaby.
Podczas wojny z Henrykiem II wojska Bolesława Chrobrego dotarły aż do Magdeburga w 1007 r..
W 1035 r. Magdeburg otrzymał patent nadający miastom prawo do handlu i zjazdów, co było podwaliną niemieckiego prawa miejskiego znanego jako prawa magdeburskie. Prawo magdeburskie było powszechne w następnych stuleciach na terenach środkowej i wschodniej Europy. Magdeburskie prawo miejskie (łac. Ius Municipale Magdeburgense) stało się wzorem upowszechnionym od XIII wieku w znacznej części środkowej i wschodniej Europy.
Miasto dzięki przybyszom z różnych stron kontynentu urosło do potęgi gospodarczej. W 1118 r. większa część miasta padła ofiarą pożaru.
W XIII w. Magdeburg stał się członkiem Ligi Hanzeatyckiej. Wraz z innymi ośrodkami, jak: Bruksela, Antwerpia, Kolonia, Norymberga, Lubeka, Padwa, Mantua, Cremona, Werona, Piacenza, Mediolan, Genua, Florencja, Metz i Strasburg, należał do Świętego Cesarstwa Rzymskiego. Magdeburg liczył wówczas ponad 20 tys. mieszkańców. Miasto prowadziło handel zewnętrzny m.in. z miastami portowymi Flandrii, a także handel wewnętrzny (np. z Brunszwikiem). Wzrosła pozycja mieszczaństwa, które stale walczyło z arcybiskupem o niezależność od niego, którą osiągnęło pod koniec XV wieku.

### Czasy nowożytne

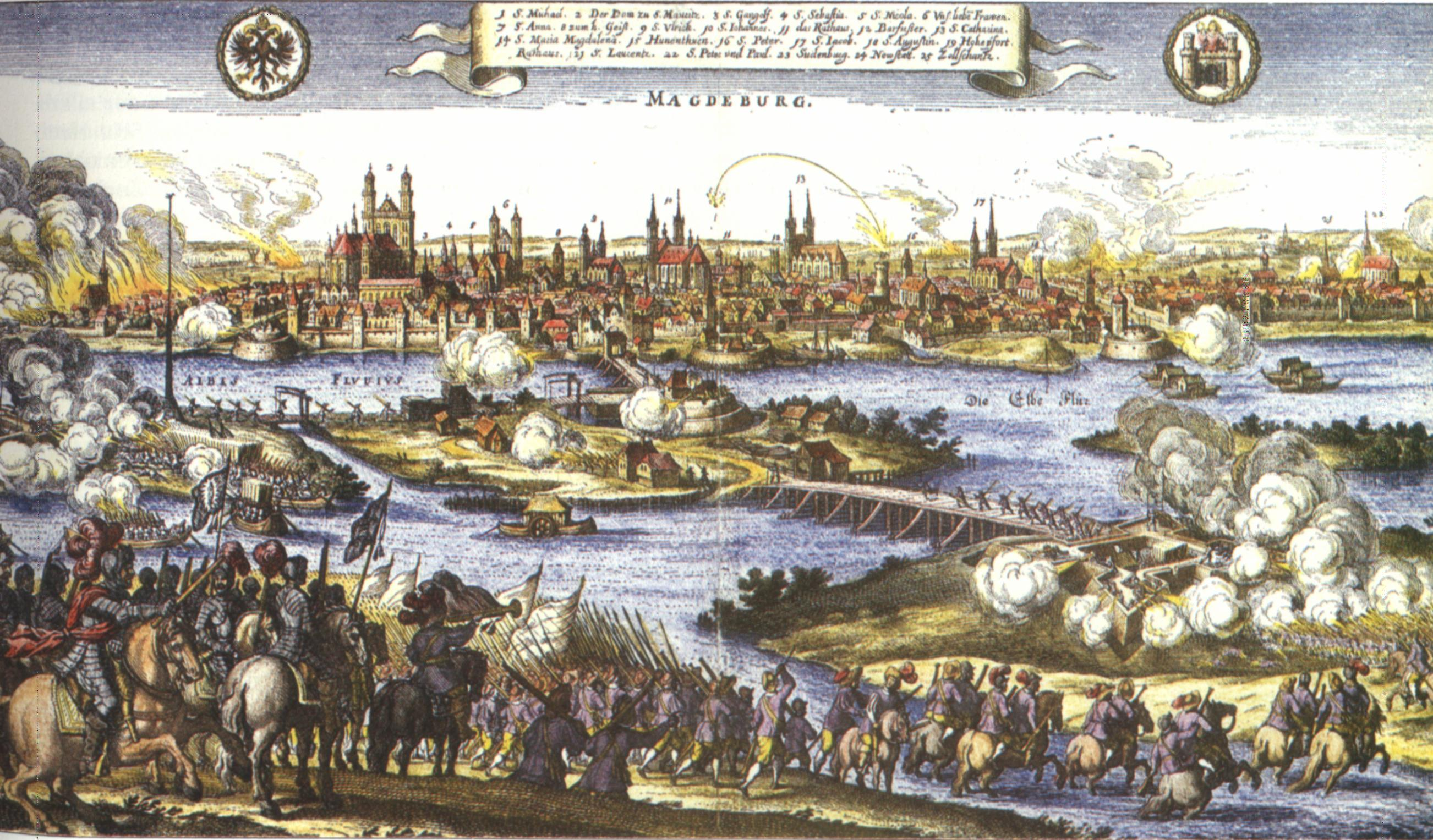
Oblężenie Magdeburga (1631)

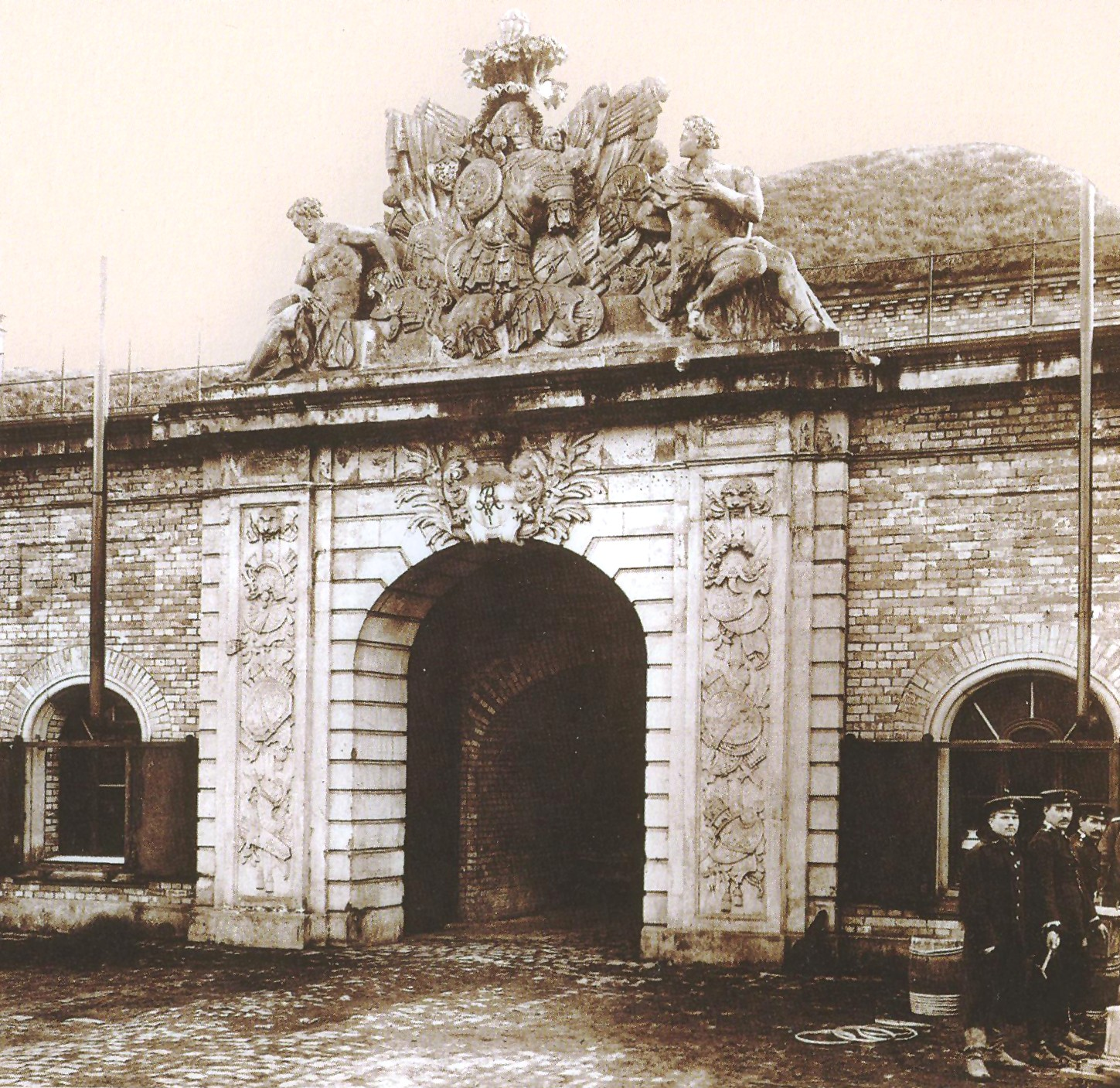
Jedna z bram dawnej cytadeli, widoczne panoplia

W 1524 r. Marcin Luter został powołany do Magdeburga, gdzie głosił swoje nauki. Idee reformacji znalazły licznych zwolenników w mieście, w którym zresztą Luter żył, będąc szkolnym uczniem. Interwencje cesarza Karola V, który usiłował pozbawić miasto jego praw, nie przyniosły skutku, co więcej, miasto przyłączyło się do sojuszu w Torgau i związku szmalkaldzkiego. W konsekwencji czego podczas I wojny szmalkaldzkiej miasto zostało oblężone (1550-1551) przez Maurycego, elektora Saksonii, byłego protestanta, który dał się przekonać cesarzowi. Dzięki odparciu najeźdźców miasto zachowało swoją niezależność. Na miejsce arcybiskupa powoływano administrację, w skład której wchodzili członkowie z dynastii protestanckich. W następnych latach Magdeburg zyskał renomę twierdzy protestantyzmu, stał się pierwszym i głównym miejscem publikacji pism Lutra. W Magdeburgu Matthias Flacius i jego zwolennicy napisali szereg broszur i pamfletów o wymowie antykatolickiej oraz tzw. Centurie Magdeburskie, w których Kościół rzymskokatolicki został nazwany królestwem antychrysta.
W okresie wojny trzydziestoletniej Magdeburg był zdominowany przez protestantów. Miasto stawiło opór w 1629 r. podczas oblężenia przez wojska czeskiego wodza Albrechta Wallensteina. W nocy z 20/21 maja 1631 wojska cesarskie pod dowództwem Tilly’ego przeprowadziły szturm na fortyfikacje miasta, a po jego zdobyciu żołnierze dokonali rzezi, w wyniku której zginęło ok. 20 000 mieszkańców, zaś majątki zostały złupione, a miasto spalone. W mieście ocalały tylko katedra, klasztor i Nowy Rynek. Wydarzenia te znane są jako Magdeburgs Opfergang i uznawane za jeden z najbardziej znanych epizodów całej wojny. Zgodnie z pokojem westfalskim (podpisanym w 1648), Magdeburg został przydzielony Brandenburgii-Prusom. Po śmierci ówczesnego administratora, Augusta von Sachsen-Weissenfels (1680) zostało siedzibą półautonomicznego księstwa Magdeburga.

### XIX i XX wiek
Podczas rządów pruskich miasto zostało zamienione w cytadelę. W dobie wojen napoleońskich, twierdzę oblegały wojska francuskie w 1806 r. W 1807 r. na mocy pokoju w Tylży miasto weszło w skład Królestwa Westfalii podporządkowanego Napoleonowi. Burmistrzem miasta został powołany przez Jérôme’a Bonaparte książę Heinrich Leopold August von Blumenthal. W 1815 r., po kongresie wiedeńskim, Magdeburg został główną siedzibą prowincji Saksonia podporządkowanej Królestwu Prus.

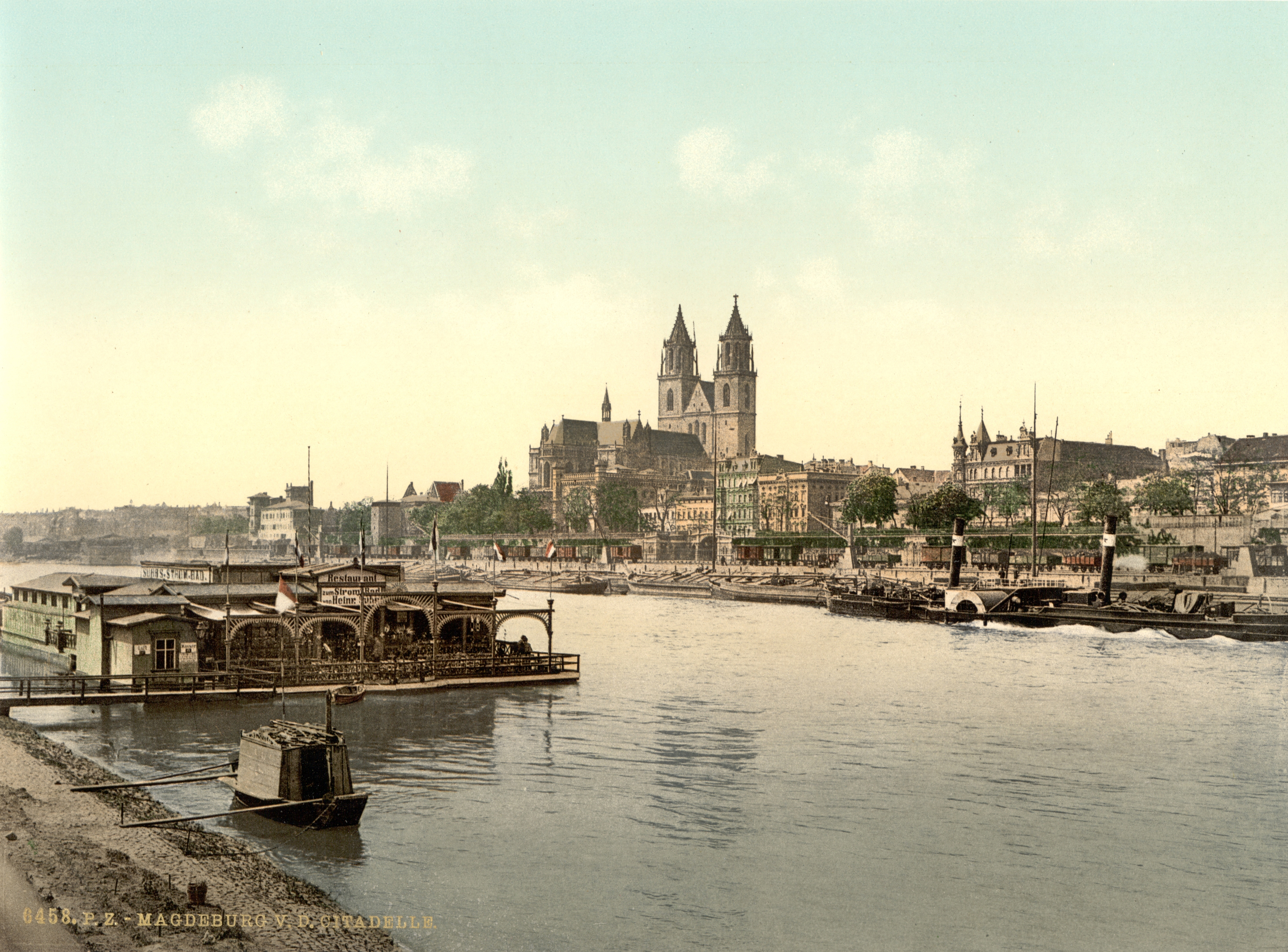
Magdeburg w 1900 roku

W 1900 r. Magdeburg był jedenastym najludniejszym miastem Niemiec. W 1912 r. rozebrano starą twierdzę. Od 23 sierpnia 1917 do 8 listopada 1918 w budynkach znajdujących się na terenie byłej twierdzy internowany był Józef Piłsudski.

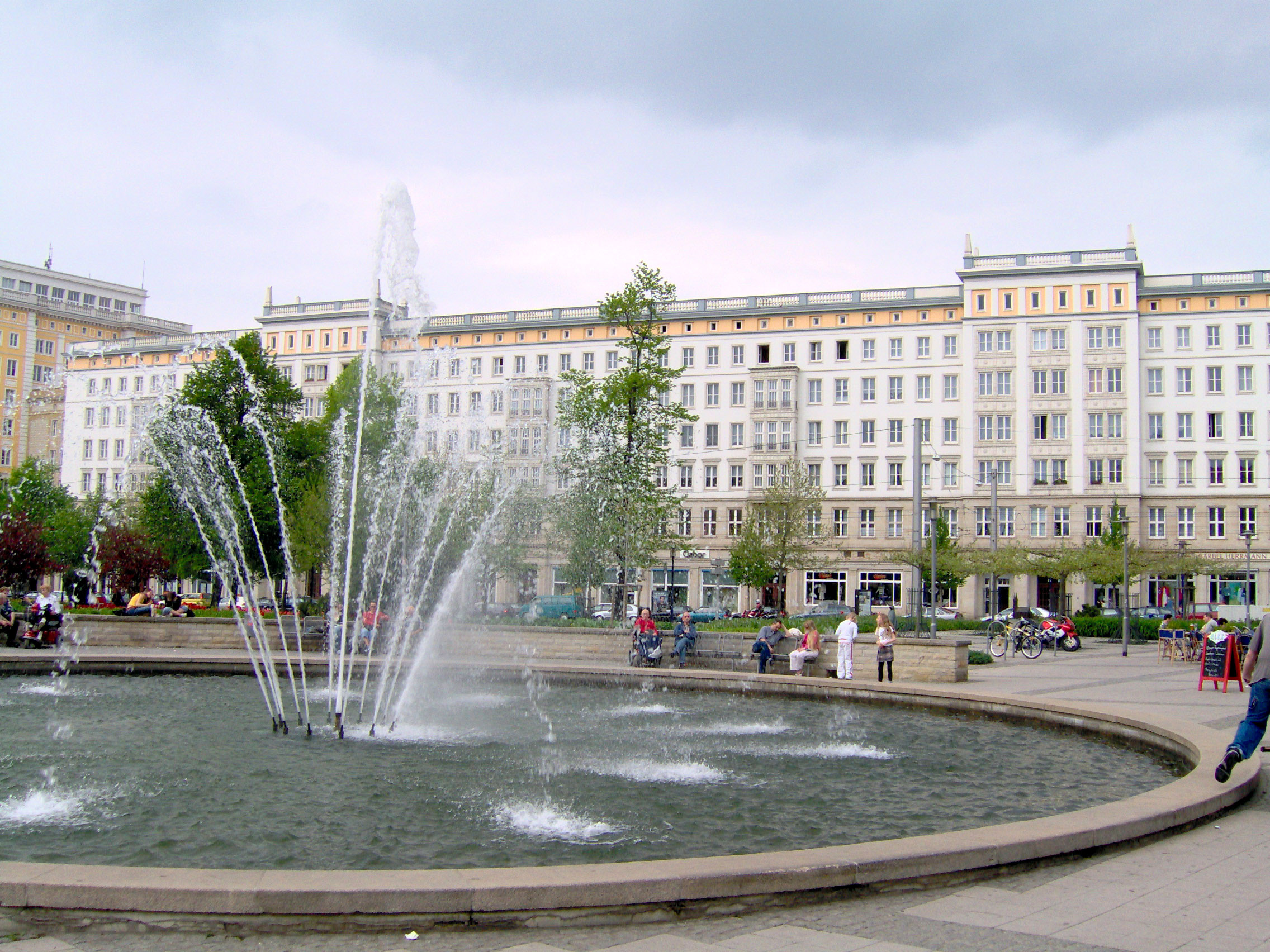
Socrealistyczna zabudowa centrum miasta

W dobie III Rzeszy miasto stało się stolicą prowincji Magdeburg utworzonej w 1941. Liczył ponad 340 000 mieszkańców. Działania wojenne nie oszczędziły Magdeburga, który stał się celem alianckich nalotów dywanowych w 1943 r. oraz 16 stycznia 1945. 80% zabudowy uległo zniszczeniu, głównie na terenie historycznego centrum. Po zdobyciu miasta przez wojska amerykańskie i radzieckie zarząd miasta został przyznany Sowietom. W 1949 r. Magdeburg znalazł się w granicach Niemieckiej Republiki Demokratycznej, będąc piątym pod względem liczby ludności miastem tego państwa.
Podczas odbudowy miasta większość historycznego centrum otrzymała zabudowę w duchu socrealizmu. Wyburzono przy tym wiele zabytków, których zniszczenia nie były wielkie, np. kościół św. Ulryka (Sankt-Ulrich-und-Levin-Kirche), liczne kamienice, natomiast pieczołowicie odbudowano katedrę, wraz z najbliższym otoczeniem, niektóre kościoły oraz częściowo rynek. W 1990 po zjednoczeniu Niemiec Magdeburg stał się stolicą kraju związkowego Saksonia-Anhalt. W 1994 miała miejsce reaktywacja katolickiego biskupstwa podporządkowanego arcybiskupstwu Paderborn. Siedzibą został kościół św. Sebastiana (Sankt-Sebastian). Dokonano licznych inwestycji, które nadały miastu nowoczesny charakter. W czerwcu 2013 miasto zostało dotknięte powodzią.

## Zabytki

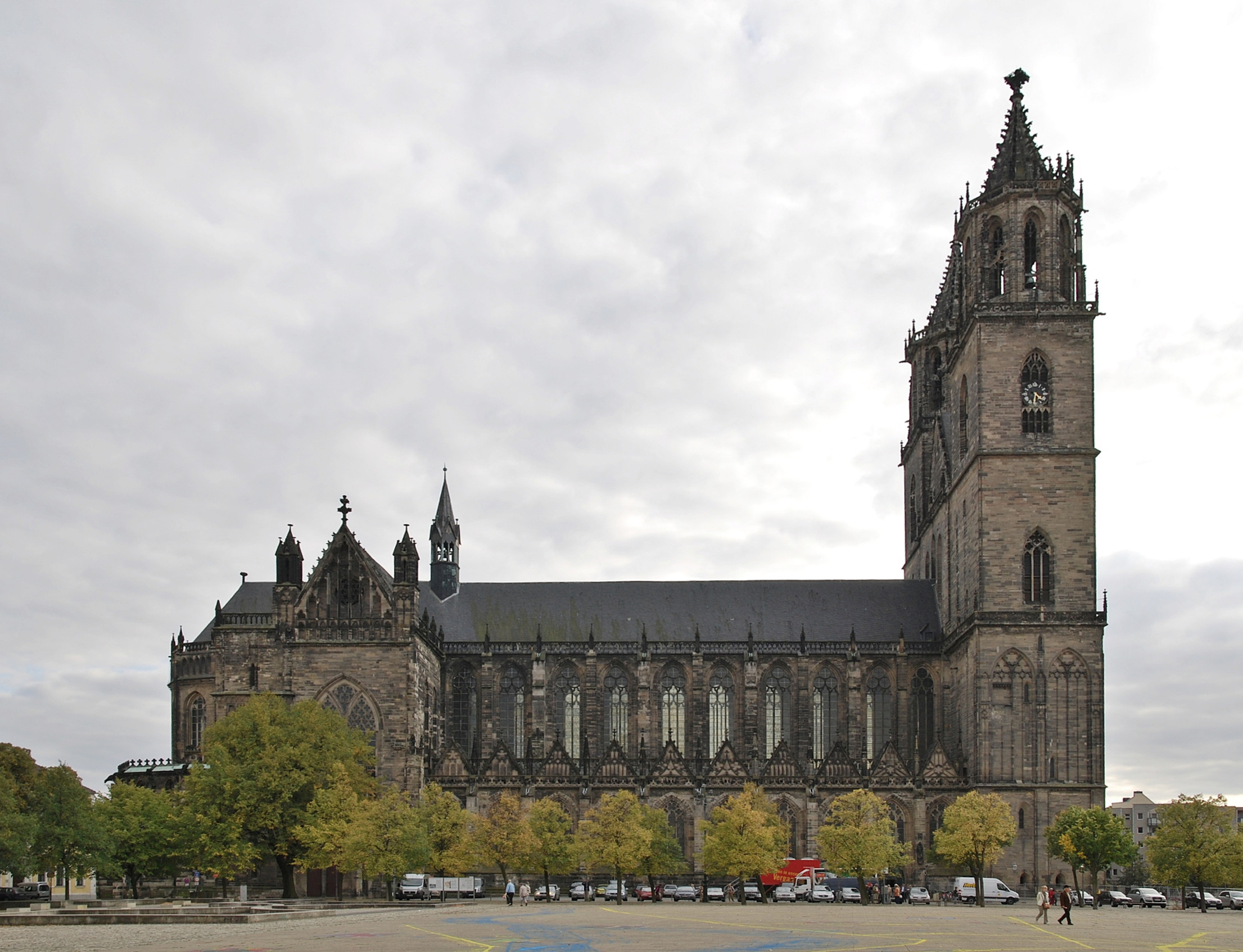
Katedra w Magdeburgu

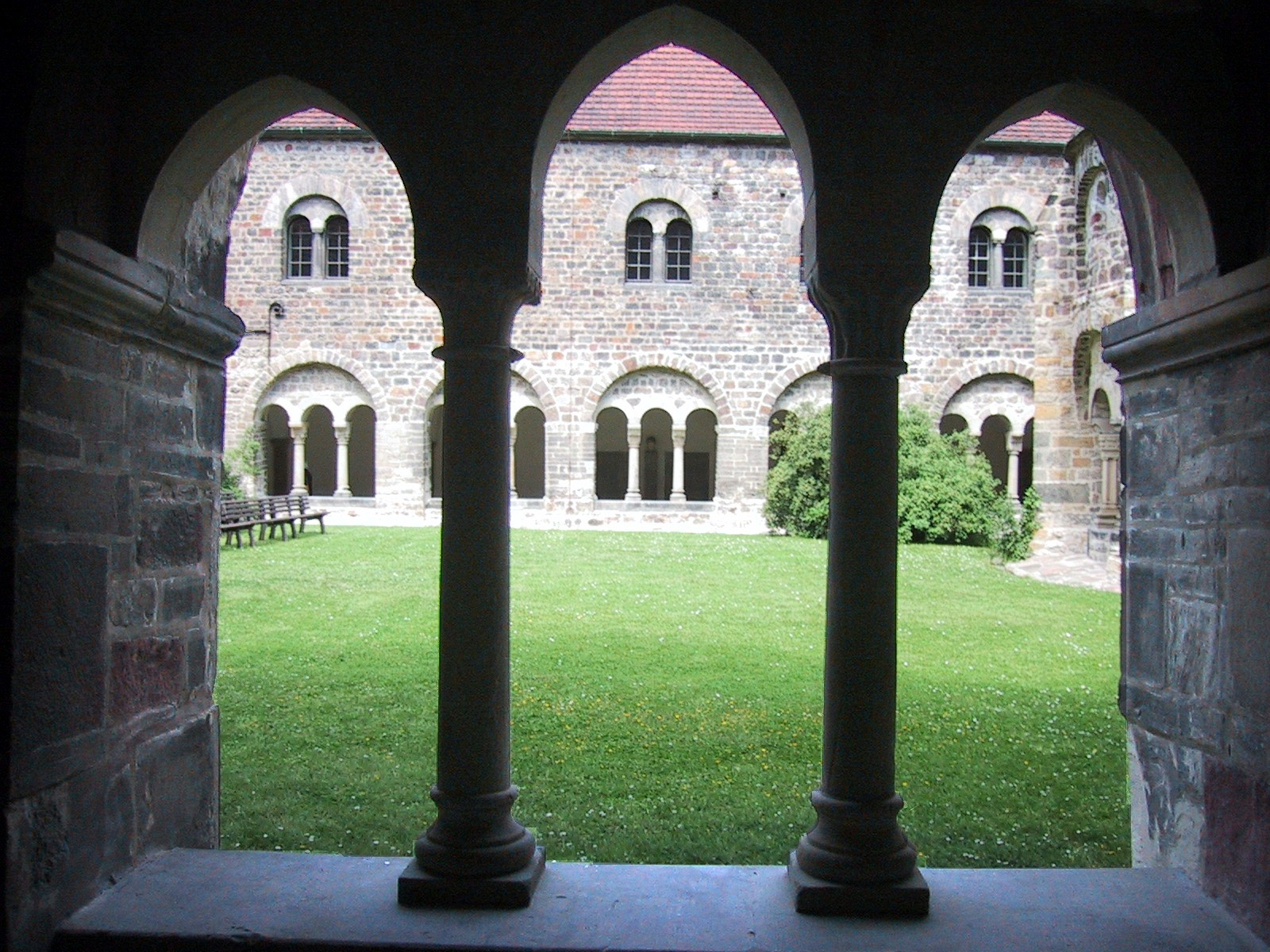
Dziedziniec dawnego klasztoru Norbertanów

- Katedra św. Katarzyny i św. Maurycego – najważniejszy zabytek Magdeburga, gotycka. Świątynia budowana była przez ponad 300 lat od 1209 do 1509 r. Wraz z katedrą w Naumburg (Saale) i Bambergu należy do najważniejszych przykładów wczesnogotyckiej architektury w Niemczech. Wewnątrz m.in. tzw. rzeźby patronów katedry, gotycka pietà, liczne posągi Marii, Portal Rajski z figurami Panien Madrych i Panien Głupich. Miejsce spoczynku cesarza Ottona I
- zespół klasztorny Norbertanów, z romańskim kościołem (Unser Lieben Frauen). Wzniesiony w dwóch fazach od 1120 r. do 1240 r. jako trójnawowa bazylika z potężnym masywem wieżowym. Późnoromański klasztor umieszczony został wbrew regule zakonnej, na północy od kościoła. Jest jedną z siedzib Kulturhistorisches Museum Magdeburg, gdzie znajdują się liczny zbiór rzeźby średniowiecznej z regionu oraz oryginał Jeźdźca Magdeburskiego (Magdeburger Reiter) – najstarszy tego typu pomnik w Niemczech, datowany na połowę XIII wieku
- zespół dwóch kościołów w północnej części Starego Miasta:
  - Augustianów (tzw. Waloński) (Sankt-Augustini, Wallonerkirche) konsekrowany w 1366 r. kościół halowy o typowej dla dojrzałego gotyku surowej architekturze mendykanckiej
  - św. Piotra (Sankt-Petri) kościół katolicki, gotycki, halowy (przebudowa w 1400 r.), z zachowaną wcześniejszą romańską wieżą. Od strony południowej do kościoła przylega malownicza kamienno-ceglana kruchta zwieńczona schodkowym szczytem. Obok, niewielka datowana na 1315 r. kaplica św. Marii Magdaleny (Mariae Magdalenae).
- kościół św. Jana (Sankt-Johannis) – gotycki z XIV wieku z elementami XV-wiecznymi (piękna gotycka kruchta z trzema portalami). Poważnie zniszczony podczas ostatniej wojny, następnie stał się wielkim placem badawczym dzięki czemu odkryto relikty kościoła z czasów ottońskich.
- kościół św. Sebastiana (Sankt-Sebastian) zachował liczne fragmenty romańskie, jest trzecim na tym miejscu kościołem, w XIV w. otrzymał chór, przebudowany w XV wieku na halę. Zachował do dziś dwa XV-wieczne tryptyki, krucyfiks, oraz kilka wcześniejszych witraży. Jest katedrą biskupstwa katolickiego.
- Stary Ratusz istnieje od przełomu XII i XIII w. (obok obecnego ratusza zachowało się fragmentarycznie jedno z pomieszczeń), obecną formę przyjął w 1689 r. w stylu baroku niderlandzkiego, zwieńczony wieżą z carillonem. Przed ratuszem stoi w barokowej galeryjce z baldachimem kopia Jeźdźca Magdeburskiego (Magdeburger Reiter)
- Nowy Ratusz zbudowany w 1907 roku
- Zielona Cytadela (Grüne Zitadelle) budynek zaprojektowany przez Friedensreicha Hundertwassera. Pomimo krytyki został wybudowany w latach 2004/2005.

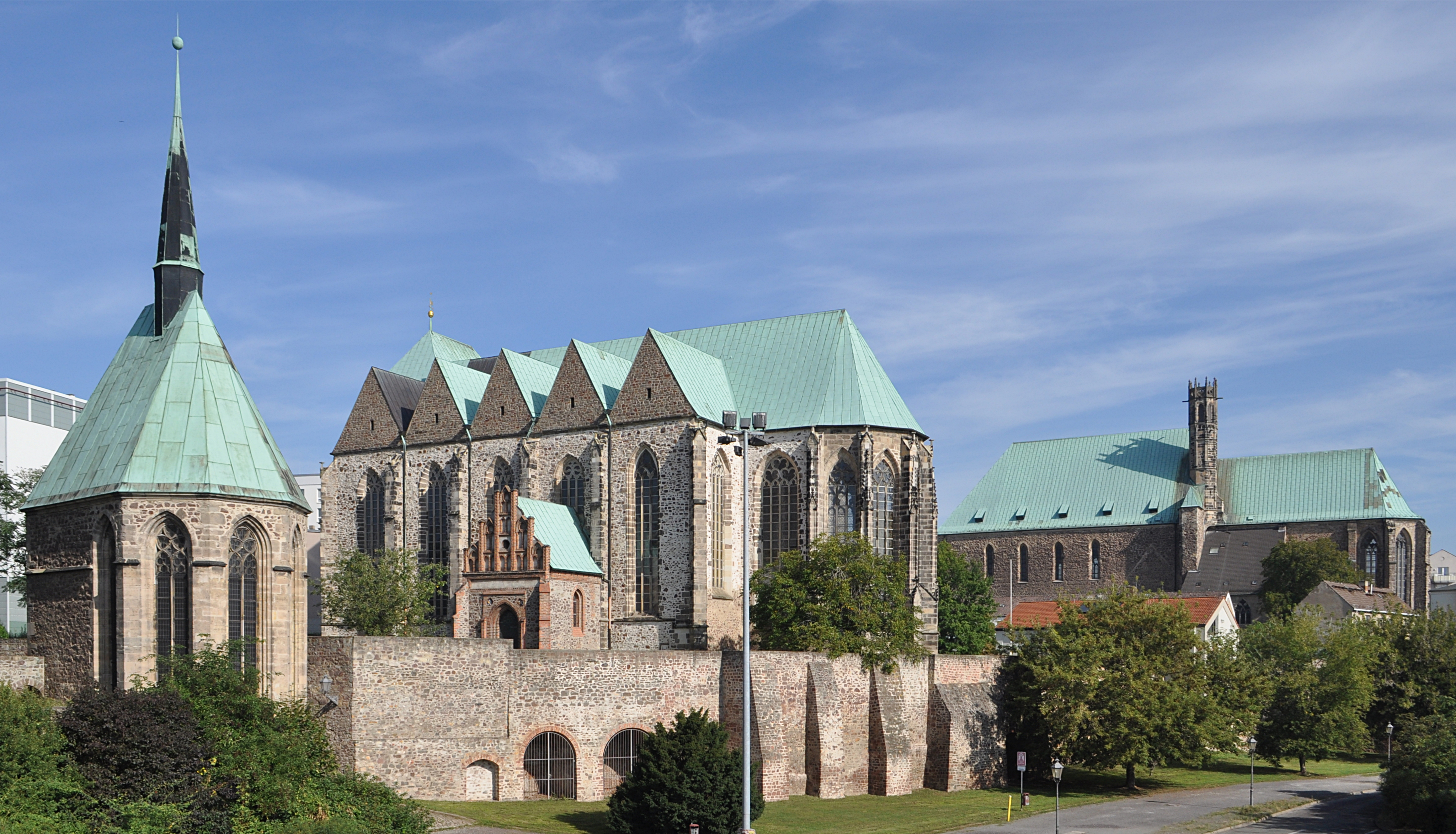
Kaplica św. Marii Magdaleny oraz kościoły św. Piotra (Sankt-Petri) i Wallonów (Wallonerkirche Sankt-Augustini)
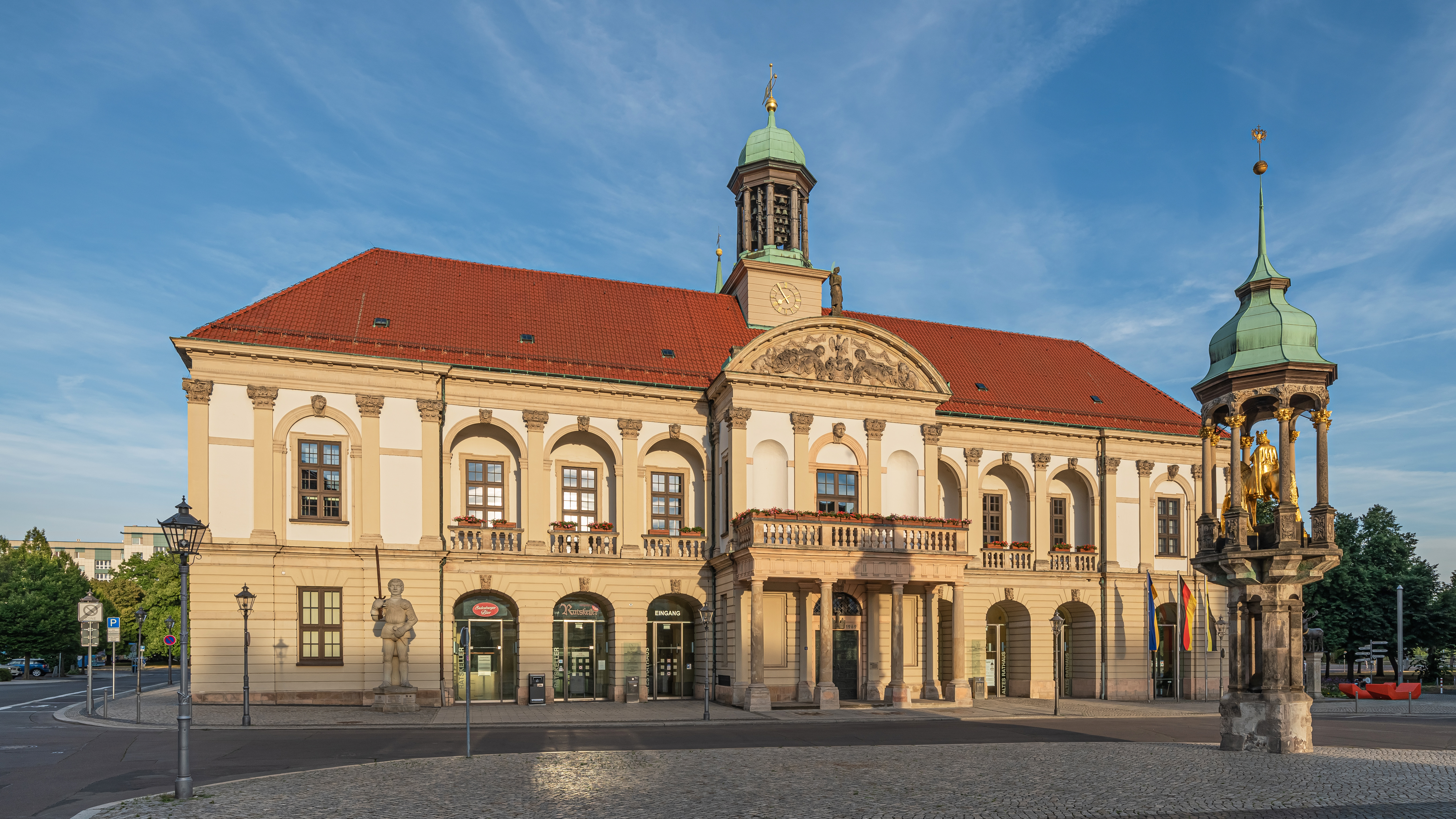
Rynek i Stary Ratusz, w głębi kościół św. Jana (St.-Johannis)
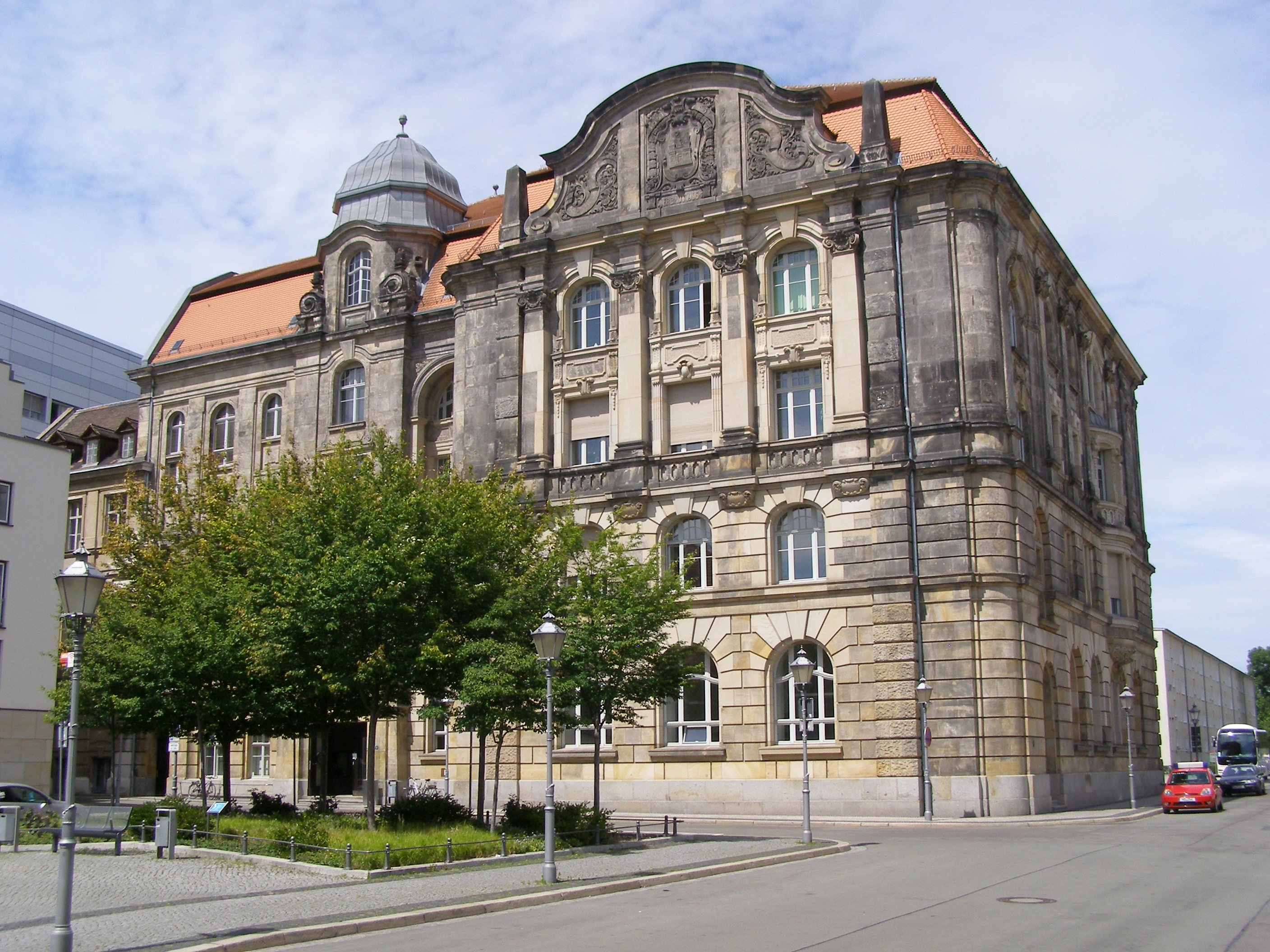
Nowy Ratusz
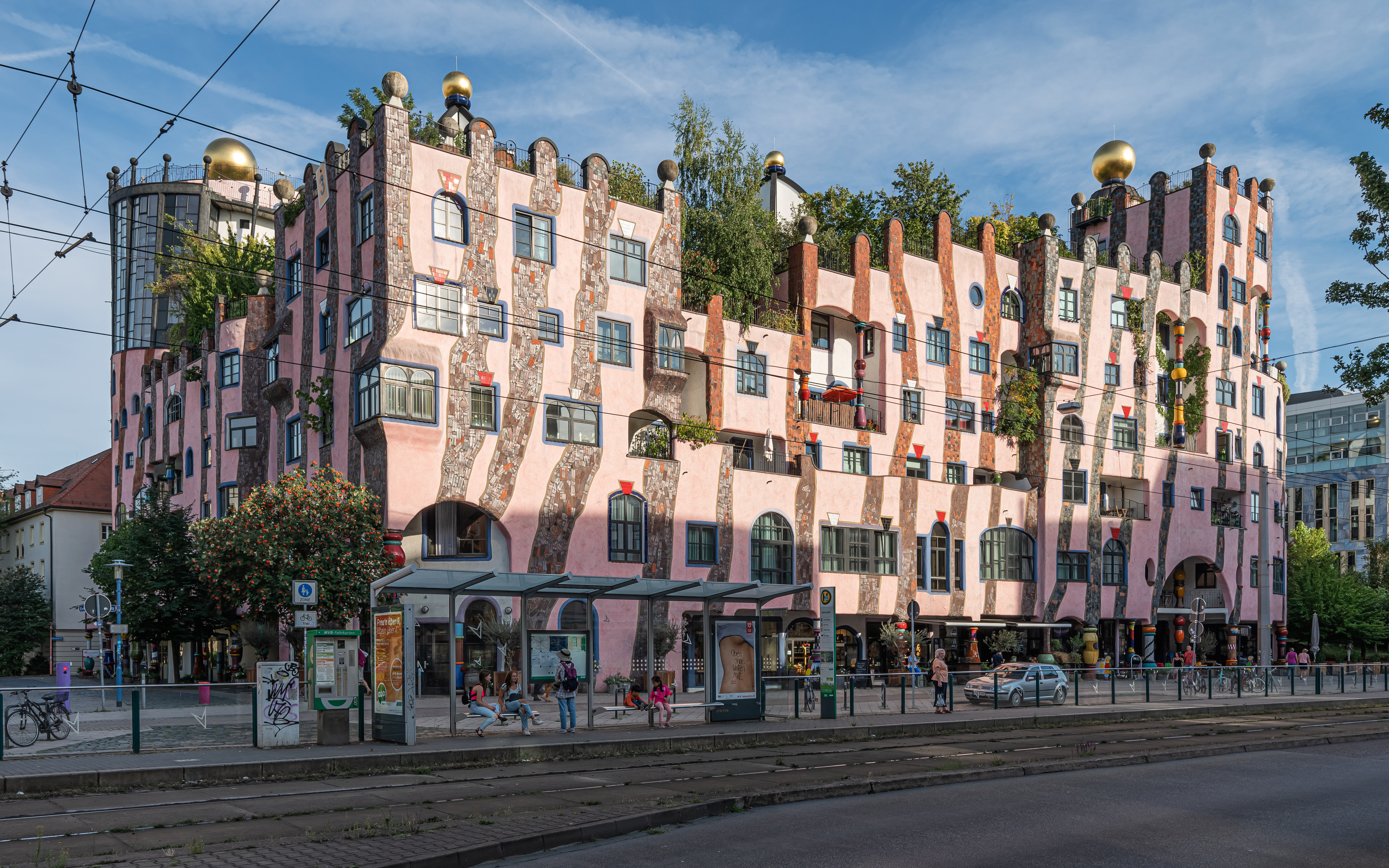
Zielona Cytadela, dzieło Friedensreicha Hundertwassera

## Demografia
- Wykres liczby ludności Magdeburga od (1550 r.) do dziś.

## Podział administracyjny

Podział administracyjny miasta

Miasto podzielone jest na 40 dzielnic („Stadtteil”).
| - Alt Olvenstedt - Alte Neustadt - Altstadt - Barleber See - Berliner Chaussee - Beyendorfer Grund - Beyendorf-Sohlen - Brückfeld - Buckau - Cracau | - Diesdorf - Fermersleben - Gewerbegebiet Nord - Großer Silberberg - Herrenkrug - Hopfengarten - Industriehafen - Kannenstieg - Kreuzhorst - Leipziger Straße | - Lemsdorf - Neu Olvenstedt - Neue Neustadt - Neustädter Feld - Neustädter See - Nordwest - Ottersleben - Pechau - Prester - Randau-Calenberge | - Reform - Rothensee - Salbke - Stadtfeld Ost - Stadtfeld West - Sudenburg - Sülzegrund - Werder - Westerhüsen - Zipkeleben |

## Gospodarka
Już w połowie XIX wieku Magdeburg był ważnym miastem przemysłowym. Przemysł maszynowy i przemysł metalowy były najważniejszymi branżami.
W czasach NRD najważniejszymi branżami były nadal przemysł maszynowy i przemysł metalowy oraz przemysł chemiczny i przemysł spożywczy.
Po zjednoczeniu Niemiec wiele dużych zakładów zostało zamkniętych. Zostały tylko mniejsze firmy.

## Transport

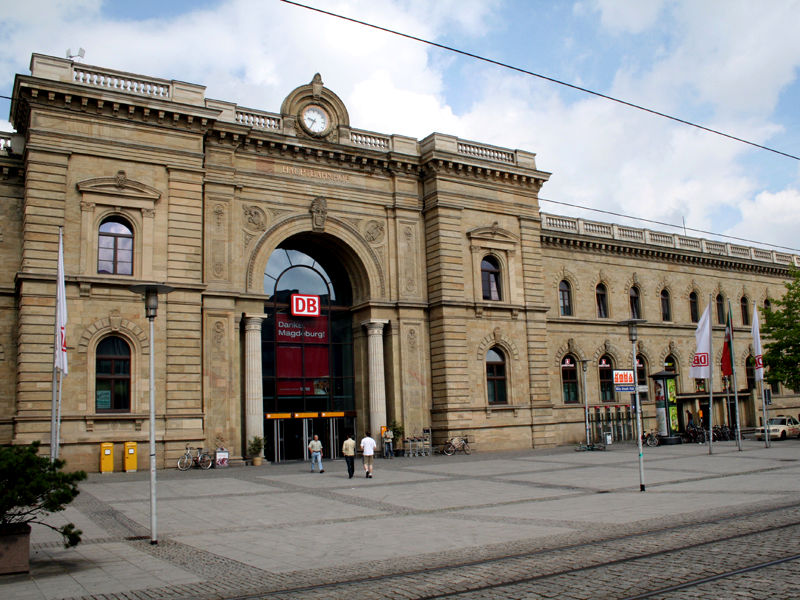
Dworzec kolejowy Magdeburg Hauptbahnhof

Magdeburg jest węzłem transportu drogowego i kolejowego Saksonii-Anhalt.

### Drogi
- A2 (trasa Berlin – Zagłębie Ruhry)
- A14 (trasa Lipsk – Magdeburg, rozbudowa do Schwerina jest w planie)

### Kolej
Najważniejszym dworcem kolejowym jest dworzec główny Magdeburg Hauptbahnhof. Tam zatrzymują się pociągi IC oraz ICE – ostatni jednak tylko dwa razy na dobę. Pociągi IC na trasie Lipsk – Norddeich i Lipsk – Kolonia jadą przez Magdeburg, natomiast ICE można tylko dojechać do Berlina i Hanoweru. Tzw. „pociągi regionalne” („Regionalbahn/Regional-Express”) m.in. ze Stendal, Uelzen, Halle (Saale) i Brunszwiku zatrzymują się także na mniejszych stacjach Magdeburg-Neustadt, Magdeburg-Buckau, Magdeburg-Eichenweiler i Magdeburg Südost.

### Tramwaje
Tramwaj elektryczny pojawił się w Magdeburgu w 1899. Obecna sieć posiada normalny rozstaw szyn (szerokość 1435 mm). Długość sieci w 2009 wynosiła 55 km, a funkcjonowało 9 linii. Ruch obsługiwały Magdeburger Verkehrsbetribe GmbH (MVB) w ramach taryfy MUM (Magdeburger+Umland-Tarif). Na tabor składały się 63 sztuki Tatr T4D, 10 sztuk Tatr T6A2 i 72 sztuki Alstom NGT 8D.

## Kultura

### Teatry i muzea
W Magdeburgu jest kilka teatrów, m.in. miejski Opernhaus oraz Schauspielhaus, Teatr Lalki „Puppentheater” i kilka kabaretów oraz sceny młodzieżowe.
Ponadto jest kilka muzeów, w tym Kulturhistorisches Muzeum Magdeburg, Muzeum Techniki (Technikmuseum Magdeburg) i Muzeum Sztuki w kościele Unser Lieben Frauen (Kunstmuseum Magdeburg).

### Parki
W mieście istnieją park miejski Stadtpark oraz Elbauenpark, w którym w 1999 roku odbyła się federalna wystawa ogrodnicza (Bundesgartenschau). Ponadto jest kilka mniejszych, jak np. Nordpark.

## Sport
- 1. FC Magdeburg – klub piłkarski
- Fortuna Magdeburg – klub piłkarski
- SC Magdeburg – klub piłki ręcznej mężczyzn

## Osoby

### Urodzeni w Magdeburgu
- Jens Ackermann – polityk FDP
- Richard Aßmann – meteorolog
- Karin Balzer – lekkoatletka

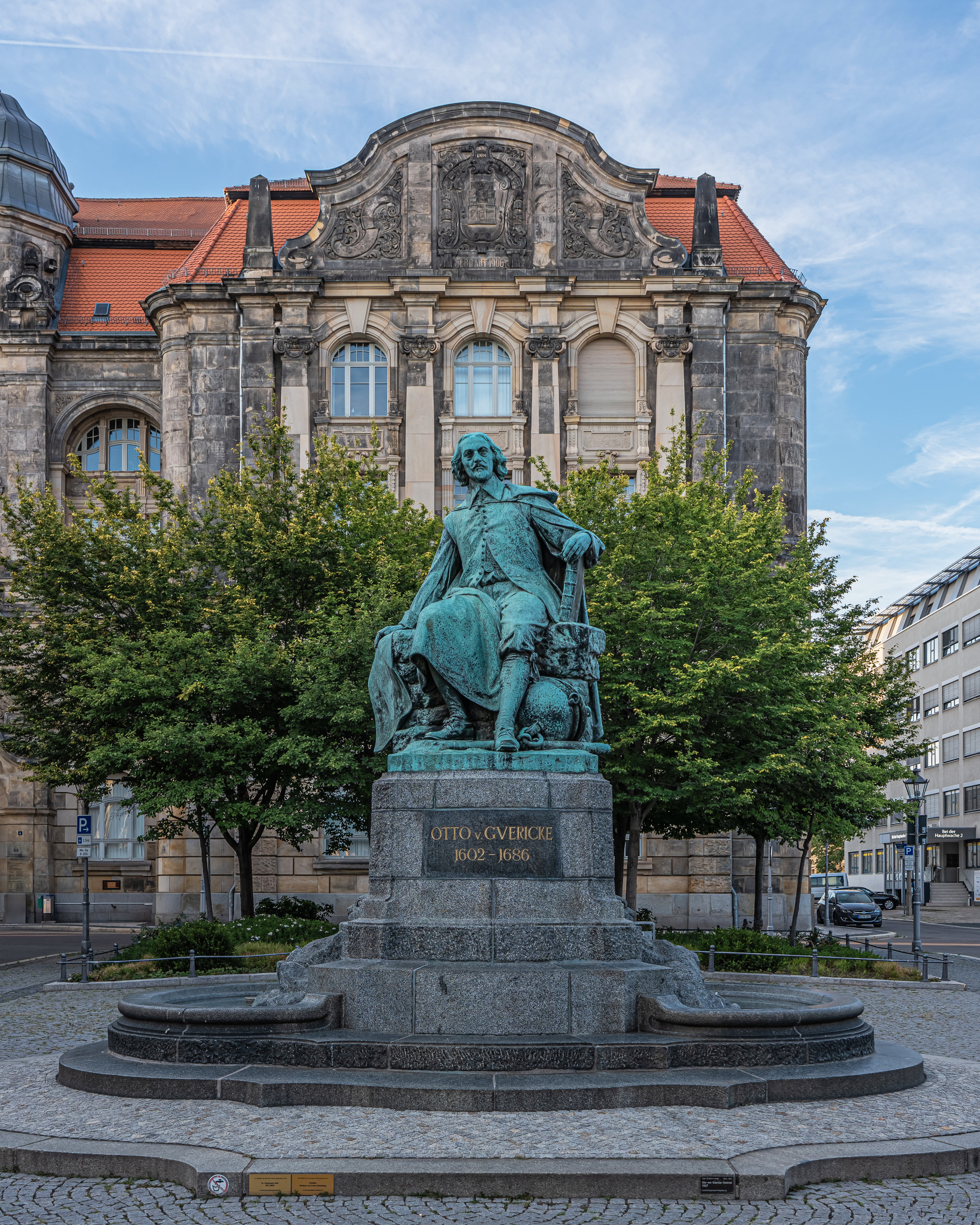
Pomnik Otto von Guerickego

- Henryk Dederko – polski reżyser filmowy i dokumentalista
- Otto von Guericke – burmistrz, wynalazca
- Margitta Gummel – lekkoatletka
- Nadine Kleinert – lekkoatletka
- Christian Lenze – piłkarz
- Erich Ollenhauer – polityk SPD
- Henryk Rossa – polski adwokat i senator
- Gustav Schäfer – perkusista zespołu Tokio Hotel
- Friedrich Wilhelm von Steuben – amerykański generał
- Georg Philipp Telemann – kompozytor
- Klaus Thunemann – fagocista
- Henning von Tresckow – generał Wehrmachtu, uczestnik spisku
- Lothar von Trotha – pruski generał
- Hugo Vogel(inne języki) – malarz
- Christiane Nüsslein-Volhard – biolog, laureatka Nagrody Nobla w dziedzinie fizjologii i medycyny
- Erich Weinert – pisarz

### Związani z miastem
- Martin Agricola – kompozytor
- Martin Hoffmann – piłkarz
- Bill Kaulitz – wokalista zespołu Tokio Hotel
- Tom Kaulitz – gitarzysta zespołu Tokio Hotel
- Wilhelm Raabe – pisarz
- Bruno Taut – architekt
- Georg Listing – basista zespołu Tokio Hotel

## Współpraca
- Brunszwik, Dolna Saksonia od 1987
- Harbin, Chiny od 2008
- Nashville, Stany Zjednoczone od 2003
- Radom, Polska od 2008
- Sarajewo, Bośnia i Hercegowina od 1977
- Zaporoże, Ukraina od 2008